# Aethecerus nigellus
Aethecerus nigellus là một loài tò vò trong họ Ichneumonidae.